# Râul Vărbila
Râul Vărbila este un curs de apă, afluent al râului Cricovul Sărat, județul Prahova

## Hărți
- Harta Județului Prahova